# Goya (schip, 1940)
De Goya was een vrachtschip van de Noorse rederij A/S J. Ludwig Mowinckels Rederi uit Bergen. Het schip was gebouwd op de Akerswerf (Akers Mekaniske Verksted) in Oslo en werd op 4 april 1940 in dienst gesteld. Het schip was vernoemd naar de Spaanse schilder Francisco de Goya.
Na de Duitse verovering van Noorwegen ("Unternehmen Weserübung") in april 1940 werd de Goya door de Kriegsmarine in beslag genomen. Het schip werd gebruikt als doelschip bij de training van onderzeebootbemanningen. In de laatste maanden van de oorlog werd het schip ingezet bij de Operatie Hannibal, waarbij de Duitse bevolking uit Oost- en West-Pruisen werd geëvacueerd.
Nadat het schip op vier tochten reeds 19.785 vluchtelingen had vervoerd werd het op de vijfde tocht op 16 april 1945 door een onderzeeboot van de Baltische Vloot van de Sovjet-Unie, de L-3, tot zinken gebracht. Hierbij kwamen meer dan 7000 mensen om het leven. Uit het ijskoude water van de Oostzee konden ongeveer 180 mensen gered worden. Na de ramp met de Wilhelm Gustloff was dit de grootste scheepsramp uit de geschiedenis. Door geallieerde aanvallen op Duitse schepen in de eerste maanden van 1945 (de Wilhelm Gustloff, de Cap Arcona, de Goya, de Steuben en enkele kleinere schepen) kwamen in de Oostzee meer dan 20.000 mensen om het leven.
De commandant, Vladimir Konovalov, werd voor de aanval op de Goya gedecoreerd met de hoge onderscheiding Held van de Sovjet-Unie.
Op 26 augustus 2002 werd de Goya door de Poolse duikers Grzegorz Dominik en Michal Porada ontdekt. Zij brachten het scheepskompas van de Goya naar boven.